# 158 Koronis
158 Koronis este un asteroid din centura principală, descoperit pe 4 ianuarie 1876, de Viktor Knorre.